# فينس هيزون
فينس هيزون (بالإنجليزية: Vince Hizon)‏ مواليد 25 نوفمبر 1970 في كاليفورنيا، الولايات المتحدة، هو لاعب كرة سلة أمريكي/فلبيني سابق. بدأ مسيرته الاحترافية في سنة 1994. يبلغ طوله 6 قدم 2 بوصة (1.9 م). مثّل منتخب بلاده. اعتزل اللعب في 2004. لعب مع ستار هوتشوتز وبارانجي جينبرا سان ميغيل.